# Orde de les Esclaves del Sagrat Cor de Jesús
L'Orde de les Esclaves del Sagrat Cor de Jesús és una secta instal·lada en una antiga masia de Picassent i fundada pel vident Ángel Muñoz, qui afirma que el 15 d'agost del 1982 se li va aparèixer la Verge en el Racó de les Vinyes, un paratge situat a la Vall de la Murta, a Alzira (Ribera Alta).

## Història
En la dècada de 1980, el vident Ángel Muñoz es va fer famós després d'anunciar que se li havia aparegut la Verge del Remei sobre un pi, el capvespre d'un dia 15 d'agost, en el paratge del Racó de les Vinyes, a Alzira. A partir de llavors, cada dia 15, ell i els seus adeptes pujaven fins a aquest monticle per escoltar els missatges apocalíptics que, segons ell, la Verge expressava a través dels seus llavis. Va arribar a tenir centenars de seguidors, però el 2003, quan es van iniciar les investigacions pel seu inflat patrimoni, el "pare" Ángel va deixar d'assistir a les reunions de la secta.
Ángel Muñoz s'enfronta a una condemna de 8 anys de presó i una multa de 2,3 milions per dos delictes contra la Hisenda Pública, així com una indemnització a l'Agència Tributària per 223.233,49 d'euros, segons la petició de la Fiscalia. A més a més, tres exseguidors l'han denunciat per un presumpte delicte d'estafa.